# Тополя (Березинський район)
Тополя (біл. вёска Тапаля) — село в складі Березинського району Мінської області, Білорусь. Село підпорядковане Богушевицькій сільській раді, розташоване в східній частині області.